# Pseudopoda hirsuta
Pseudopoda hirsuta là một loài nhện trong họ Sparassidae.
Loài này thuộc chi Pseudopoda. Pseudopoda hirsuta được Peter Jäger miêu tả năm 2001.